# Родина, Вадим Васильевич
Вади́м Васи́льевич Ро́дина (укр. Вадим Васильович Родіна; род. 24 марта 1988, Киев) — украинский футболист, защитник.

## Биография
Вадим Родина родился в Киеве, где и начал заниматься футболом в ДЮФШ «Динамо», представляя в соревнованиях ДЮФЛ киевские «Динамо» и «Локомотив». 6 августа 2005 года дебютировал в составе «Динамо-3» в поединке с «Житичами» (1:0). В составе третьей динамовской команды провёл 57 матчей, забив один гол. В «Динамо-2» дебютировал 7 сентября 2007 года, отыграв полный матч против «Александрии» (2:4). В течение следующих двух сезонов был одним из лидеров коллектива, выполнял функции вице-капитана. В 2009 году Родину, который и ранее выступал в составах юношеских сборных страны различных возрастов, начали привлекать к матчам молодёжной сборной. В июне 2010 года на арендных началах перешёл в ряды киевской «Оболони». В Премьер-лиге не играл — большую часть времени выступал за молодёжный состав, проведя в основе только одну игру на Кубок Украины. В августе 2012 года подписал контракт с кировоградской «Звездой». В течение первой половины сезона 2013/14 стал одним из лучших игроков клуба и капитаном команды.
Играл за юношескую и молодёжную сборные Украины.